# Jamaica Channel
Der Jamaica Channel ist eine Meeresstraße im Karibischen Meer, welche die Inseln Jamaika (im Westen) und Hispaniola (im Osten) trennt. Die Meerenge ist etwa 190 km breit und erreicht Tiefen von bis zu 1200 m. Zusammen mit der Windward-Passage im Norden verbindet sie das Karibische Meer mit dem Nordatlantik.
Aufgrund seiner Lage 1000 km nordöstlich des Panama-Kanals ist der Kanal eine Hauptschifffahrtsroute. Frachtschiffe, die von der Ostküste der USA und Kanada als auch von Europa aus kommen und in den Pazifischen Ozean fahren, frequentiert den Kanal stark.
Im Jamaica Channel liegt die unbewohnte Kalkstein- und Koralleninsel Navassa, etwa 55 km westlich von Haiti mit einer Fläche von 5,2 km².